# Charlotte Bill
Charlotte Jane "Lalla" Bill, född 9 december 1875, död 13 december 1964, arbetade som barnflicka hos hertigen och hertiginnan av York, sedermera Kung George V av Storbritannien och drottning Mary. Hon hade mycket starka band till parets yngsta barn, prins John, som hon tog hand om från 1905 och fram till dennes död 1919.

## Anställning
Charlotte Bill påbörjade sin anställning som underbarnsköterska i familjen. Då hon arbetade nära huvudsköterskan häpnade hon över behandlingen av de kungliga barnen. Huvudsköterskan motsatte sig alla nya metoder och struntade i andre sonen, Bertie (sedermera kung George VI av Storbritannien), så till den grad att han blev sjuk. Huvudsköterskan hade ursprungligen arbetat som barnsköterska åt hertigen och hertiginnan av Newcastle och fått mycket goda vitsord. När Bill uttryckte sina åsikter för henne visade det sig att denna var barnlös och att hennes man övergivit henne, vilket sannolikt hade påverkat hennes inställning till barnuppfostran. Huvudsköterskan avskedades 1897 och ersattes av Bill.
Då barnen växte upp kom hon framför allt att stå prins John nära. Denne led av epilepsi och inlärningssvårigheter som troligen orsakades av autism. Fastän prinsen ursprungligen bodde i York Cottage med sina föräldrar, skapades ett separat hushåll för honom 1917 på närliggande Wood Farm vid Sandringham Estate. Bill tog hand om prins John fram till dennes död i ett epileptiskt anfall 18 januari 1919. Det var Bill som ringde till drottning Mary för att meddela dödsfallet, Mary reste tillsammans med kungen från Buckingham Palace till Wood Farm för att se sin döde son. Bill kom till begravningen i Sandringham Church, där John blev begravd bredvid prins Alexander John av Wales, son till drottning Alexandra.

## Efter Johns död
Charlotte Bill fortsatte att hålla minnet av prinsen levande fram till sin egen död 1964, då hon var nästan 90 år gammal. Under ett besök i hennes hus noterade hertigen av Windsor att det första föremål han såg då han gick in i Bills hus var ett fotografi på eldstaden som föreställde prinsen som barn.

## Eftervärlden
Charlotte Bills rollfigur i filmen The Lost Prince spelas av Gina McKee. 

### Fotnoter
1. 1 2  Van Der Kiste, p. 44
2. 1 2 3  Van Der Kiste, p. 11
3. 1 2 3  Reynolds, K. D.. ”Prince John (1905–1919)”. http://www.oxforddnb.com/view/article/76928. Läst 3 februari 2008.